# Олимпијски комитет Косова
Олимпијски комитет Косова (ОКК) (алб. Komiteti Olimpik i Kosovës) је национални олимпијски комитет Косова,* ОКК је постао пуноправан члан Међународног олимпијског комитета 9. децембра 2014. године, после привременог признања крајем октобра.